# Dendrodoris herytra
Dendrodoris herytra is een slakkensoort uit de familie van de Dendrodorididae. De wetenschappelijke naam van de soort is voor het eerst geldig gepubliceerd in 1996 door Valdés & Ortea in Valdés, Ortea, Avila & Ballesteros.